# Польська партія соціалістична — лівиця (1906—1918)
Польська партія соціалістична — лівиця (пол. Polska Partia Socjalistyczna – Lewica) — неофіційна назва Польської соціалістичної партії (PPS), яка у 1906 на IX з'їзді PPS у Відні більшістю голосів делегатів виключила членів Бойового відділу, що призвело до поділу і виокремлення ППС — Фракції революційної. Партія використовувала назву «PPS». Члени Революційної фракції називали її «Поміркованою фракцією». Від 1909, коли Революційна фракція повернулася до первинної назви PPS, почала у пресі літери P.P.S. розміщувати в чорному обведенні для зазначення різниці. За якийсь час її стали називати зазвичай Лівицею ППС.
Її діячі у 1908 відкинули програму негайного відновлення незалежності Польщі, стаючи на шлях робітничої революції в союзі з російськими організаціями, які виступали за повалення царату і побудову демократичної республіки та здобуття Польщею автономії. У грудні 1918, після XII з'їзду, частина членів партії об'єдналася з групою діячів Соціал-демократичної партії (SDKPiL) у Комуністичну робітничу партію Польщі (KPRP).
Її періодичними виданнями були газети «Robotnik» («Робітник») та «Głos Robotniczy» («Робітничий голос»), партії симпатизував також тижневик «Społeczeństwo» («Суспільство»).